# Джеймс Баучер (станция метро)
Джеймс Баучер (болг. Джеймс Баучер) — станция Второй линии Софийского метрополитена.

## История
Станция строилась в составе Второй линии, начиная с 2008 года. Запуск состоялся 31 августа 2012 года, в составе первого пускового участка Второй линии.

## Описание
Имеет береговые платформы. До 20 июля 2016 года была конечной станцией линии, за станцией расположен перекрестный съезд. Расположена параллельно бульвару Черни Врых, выходы ведут на бульвар Джеймс Баучер, по которому и получила своё название. Одна из самых глубоких станций софийского метро, находится под холмом Лозенец.

## Галерея
- Вестибюль станции.